# 乙竹岩造

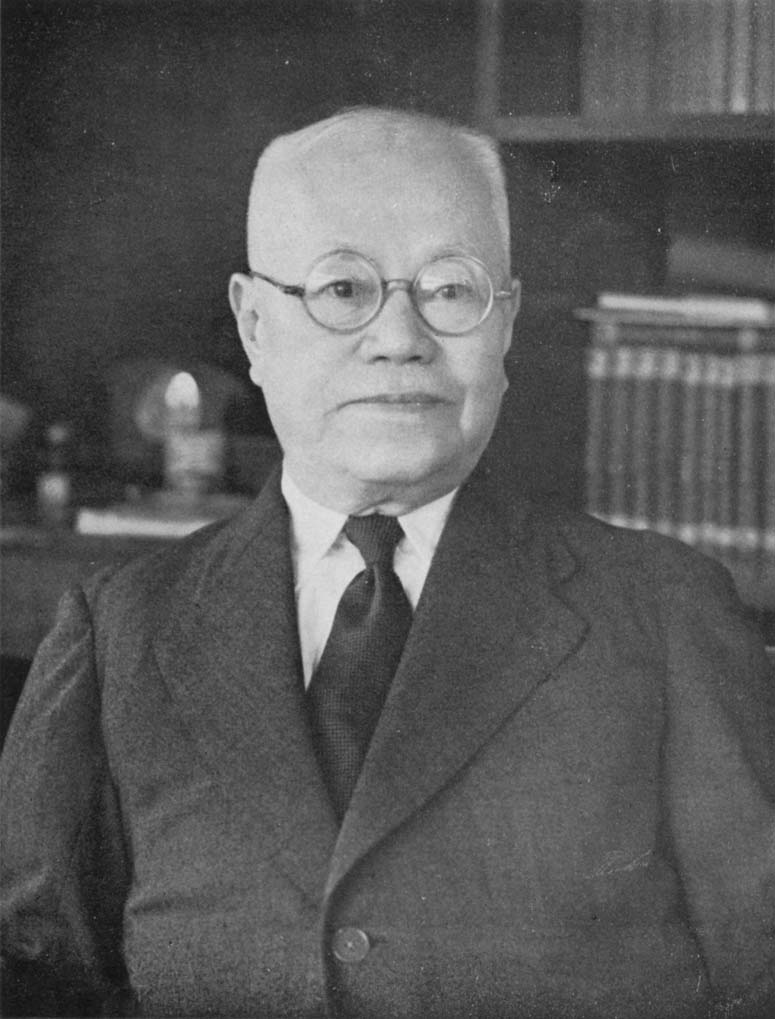
乙竹岩造

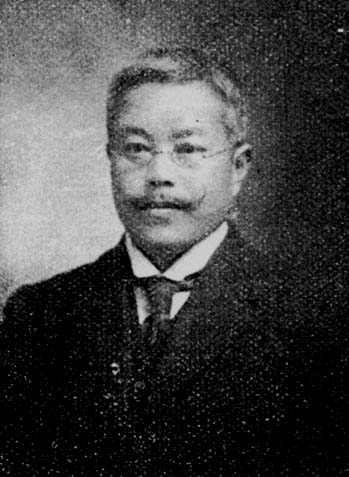
乙竹岩造

乙竹 岩造（おとたけ いわぞう、1875年（明治8年）9月29日 - 1953年（昭和28年）6月17日）は、日本の教育学者。学位は、文学博士（東京文理科大学・1932年）（学位論文「日本庶民教育史」）。東京文理科大学名誉教授。

## 人物
三重県出身。東京高等師範学校卒業。1904年から1907年までドイツ、フランス、英国、米国に留学。帰国後東京高師教授、1929年、東京文理科大学教授。1932年、「日本庶民教育史」で東京文理科大学より文学博士の学位を取得。欧米の教育学、日本教育史を研究し、寺子屋体験者を調査。

## 家族・親族
乙竹家
- 父・数男（三重士族）[1]
- 妻・あい（1888年 - 1983年、三重、御木本幸吉の四女）[1]
- 息子・宏[1]（1920年 - 1993年、ミキモト勤務）

親戚
- 義父・御木本幸吉（御木本真珠店主、真珠養殖業、貴金属品商）

## 著書
- 『新倫理学大意』同文館 1899
- 『小学校教授訓練提要』東洋社 1902-1903
- 『小学校各教科教授法』小泉又一共編 大日本図書 1904
- 『欧米教育視察報告十二集』目黒書店 1908
- 『実験教育学』目黒書店 1908
- 『低能児教育法』目黒書店 1908
- 『新教授法』目黒書店 1909
- 『不良児教育法』目黒書店 1910
- 『頴才教育』目黒書店 1912
- 『現代教育教授思潮』目黒書店 1914
- 『教育者の新修養』教育新潮研究会 1915
- 『体育本位教育講話』柔道会本部 1916
- 『輓近教育事実の進歩』目黒書店 1916
- 『教育科教科書 各科教授法』培風館 1917
- 『教育科教科書 学校管理法』培風館 1917
- 『教育科教科書 教育学』培風館 1917
- 『教育科教科書 近世教育史』培風館 1917
- 『論理学教授用参考書』培風館 1917
- 『教育科教科書 心理学』培風館 1918
- 『文化教育学の新研究』目黒書店 1926
- 『女子新教育学教授用書』培風館 1929
- 『日本庶民教育史』目黒書店 1929 のち臨川書店
- 『現代教育学汎論』培風館 1934
- 『日本教育史の研究』第1-2輯 目黒書店 1935-1939
- 『女子日本公民教科書教授用参考書』培風館 1937
- 『日本教育学の枢軸』目黒書店 1939
- 『日本国民教育史』目黒書店 1940
- 『御木本幸吉』培風館 1948
- 『教育学』培風館 1949
- 『近世教育史』培風館 1950
- 『教育学と教育史学』乙竹岩造先生喜寿祝賀会編 東洋館出版社 1952
- 『天才の本質と教育技術の革新』培風館 1952
- 『伝記御木本幸吉』講談社 1960
- 『乙竹岩造著作集』全6巻 学術出版会 2010 学術著作集ライブラリー

第1巻 (欧米教育視察報告十二集)
第2巻 (実験教育学 1)
第3巻 (実験教育学 2)
第4巻 (輓近教育事実の進歩)
第5巻 (現代教育学汎論)
第6巻 日本教育学の枢軸